# Akrokolioplax
Akrokolioplax és un gènere de peixos de la família dels ciprínids i de l'ordre dels cipriniformes.

## Taxonomia
- Akrokolioplax bicornis (Wu, 1977)[1][2][3]